# Alleanza greco-serba (1867)
L'alleanza greco-serba nota anche come trattato di Vöslau (in greco Συνθήκη της Φεσλάου?, in serbo уговор о савезу у Феслау?), fu un trattato di alleanza militare tra il Regno di Grecia e il Principato di Serbia, firmato il 26 agosto 1867.

## Sfondo
A metà del XIX secolo, la maggior parte del territorio dei Balcani faceva ancora parte dell'Impero ottomano, con diverse entità indipendenti o autonome di nuova costituzione come la Serbia e la Grecia. Tali entità lottarono per espandere la loro influenza e i territori a spese degli ottomani. La loro intenzione fu fortemente contrastata dall'Austria che si oppose allo sviluppo delle nazioni balcaniche e alle rivoluzioni nelle province ottomane d'Europa (Rumelia). Napoleone III fu il paladino dell'idea del nazionalismo balcanico e incoraggiò la Serbia e la Grecia a costruire alleanze e a minare l'influenza ottomana nella regione. La Francia prevedeva di risolvere la questione balcanica orientale attraverso il raduno di tutti gli slavi balcanici, compresi i bulgari, intorno alla Serbia come stato pilastro. Questo non solo fu suggerito informalmente dai diplomatici francesi dal 1861, ma fu anche proposto formalmente a San Pietroburgo nel 1867. La creazione di alleanze balcaniche fu sostenuta e aiutata dalla Russia perché corrispondeva alla sua politica di promozione dell'unità dei Balcani.
L'istituzione dell'alleanza balcanica fu promossa dal principe Mihailo Obrenović di Serbia. Per stabilire la Prima Alleanza Balcanica, il Principato di Serbia firmò una serie di contratti nel periodo 1866-68. Il primo contratto fu firmato con il Montenegro nel 1866. I successivi contratti furono firmati nell'autunno del 1866 con il Partito popolare in Croazia-Slavonia, con la Società Segreta Rivoluzionaria Bulgara nel 1867, con la Grecia nel 1867 e con la Romania nel 1868.

## Negoziati
Il Trattato di alleanza e amicizia (in serbo Уговор о савезу и пријатељству?) fu firmato tra Serbia e Grecia 26 agosto 1867. Il trattato era stato negoziato dal ministro greco Petros Zanos e dai ministri serbi Jovan Ristić, Milan Petronijević e Ilija Garašanin (che all'inizio aveva incontrato Zanos). Le discussioni precedenti erano state organizzate a Vienna.
Nel preambolo si afferma che “la posizione dei cristiani in Oriente è insopportabile” e che hanno bisogno di liberarsi. Si sottolinea inoltre che l'Impero ottomano rappresenta una minaccia, che potrebbe attaccare i due paesi e che l'alleanza preverrà tale pericolo.
Venne proposta dal ministro degli Esteri greco Charilaos Trikoupis e fu la prima e unica alleanza firmata tra la Grecia e un altro paese nel corso del XIX secolo. Fu anche il primo tentativo di alleanza tra nazioni balcaniche contro l'Impero ottomano. I due stati si accordarono sulle terre che ciascuno di essi avrebbe occupato dopo una guerra vittoriosa contro gli ottomani.

### Divisione dei territori
I negoziati erano stati resi difficili dalle questioni relative alla divisione dei territori: i greci cercavano di stabilire solo il minimo in base alla popolazione, all'uguaglianza delle tradizioni storiche e di origine, mentre il principe Mihailo Obrenović cercava il minimo di territorio, assumendo la Bosnia ed Erzegovina, e la Vecchia Serbia dal fiume Drim all'Iskar. I greci, in quel caso, cercarono la Tessaglia, l'Epiro e, la Macedonia tra la Tessaglia e il Mare, la Tracia e i Monti Balcani. Infine, la proposta greca fu accolta: Bosnia ed Erzegovina alla Serbia, Epiro e Tessaglia alla Grecia. Venne preannunciata la possibilità di un'alleanza balcanica, e la sua istituzione anche come principio di autodeterminazione nazionale nel Vicino Oriente. Un atto speciale includeva i diritti di entrambe le parti, le quali, se non fossero state in grado di realizzare il minimo di annessioni di cui all'articolo 4 (Bosnia ed Erzegovina, Epiro e Tessaglia), avrebbero chiesto un risarcimento di altre province vicine dell'Impero ottomano, in base alla reciproca reciproca della popolazione.

## Ratifica
Il 22 gennaio 1868 le due parti si scambiarono le ratifiche. Il delegato serbo, il tenente colonnello di artiglieria Franjo Zah, arrivò ad Atene il 16 novembre 1868. Il 28 febbraio 1868 la convenzione militare sulle operazioni di guerra contro l'Impero ottomano fu sottoscritta tra Serbia e Grecia dai firmatari Zah e dal maggiore Nikolaos Zanos del comando militare greco.
Il trattato non entrò mai in vigore, poiché il principe Mihailo fu assassinato subito dopo, il 10 giugno 1868.